# Phare de Skervuile
Le phare de Skerville (en gaélique écossais : Sgeir Maoile) est un phare qui se situe sur un récif rocheux dans le Sound of Jura (en), bras de mer entre les îles Jura et Islay (Hébrides intérieures), dans le comté de Argyll and Bute à l'ouest de l'Écosse. Il est situé à environ 3 km de Lowlandman Bay sur la côte sud-est de Jura.
Ce phare est géré par le Northern Lighthouse Board (NLB) à Édimbourg,l'organisation de l'aide maritime des côtes de l'Écosse.

## Histoire
Le phare a été conçu par les frères David Stevenson et Thomas Stevenson, de la famille d'ingénierie de phare en 1865. C'est une tour cylindrique blanche de 25 m de haut, avec une lanterne au dôme noir sur une galerie en pierre. Les maisons des gardiens étaient sur le rivages.
Il émet, à 22 m au-dessus du niveau de la mer, un flash blanc toutes les 15 secondes. Le site n'est accessible que par bateau.
Identifiant : ARLHS : SCO-216 - Amirauté : A4230 - NGA : 4172.

### Lien connexe
- Liste des phares en Écosse